# Czuszka (półwysep)
Czuszka (ros. Чушка) – kosa położona w północnej części Cieśniny Kerczeńskiej. Adminnistracyjnie należy do rejonu tiemriukskiego, w Kraju Krasnodarskim. Na kosie znajduje się osiedle typu wiejskiego o tej samej nazwie.